# Saison 2017-2018 des Nuggets de Denver
La saison 2017-2018 des Nuggets de Denver est la 42e saison de la franchise en National Basketball Association (NBA).

## Draft
| Tour | Choix | Joueur        | Poste | Nationalité | Provenance             |
| ---- | ----- | ------------- | ----- | ----------- | ---------------------- |
| 1    | 24    | Tyler Lydon   | PF    | États-Unis  | Orange de Syracuse     |
| 2    | 49    | Vlatko Čančar | SF    | Slovénie    | KK Mega Bemax (Serbie) |
| 2    | 51    | Monte Morris  | PG    | États-Unis  | Cyclones d'Iowa State  |

## Matchs

### Summer League
| Summer League Total: 2-4 |

| Match | Date match | Équipe           | Score    | Meilleur marqueur  | Meilleur rebondeur   | Meilleur passeur        | Lieux Spectateurs    | Série |
| ----- | ---------- | ---------------- | -------- | ------------------ | -------------------- | ----------------------- | -------------------- | ----- |
| 1     | 7 juillet  | Houston          | D 99-102 | Malik Beasley (29) | Juan Hernangómez (8) | Monte Morris (3)        | Cox Pavilion         | 0 - 1 |
| 2     | 9 juillet  | Minnesota        | D 71-90  | Malik Beasley (20) | Juan Hernangómez (7) | Monte Morris (3)        | Thomas & Mack Center | 0 - 2 |
| 3     | 10 juillet | Toronto          | D 81-82  | Malik Beasley (19) | Juan Hernangómez (7) | Morris, Hernangómez (5) | Cox Pavilion         | 0 - 3 |
| 4     | 12 juillet | Houston          | V 87-81  | Torrey Craig (27)  | Torrey Craig (11)    | Monte Morris (4)        | Thomas & Mack Center | 1 - 3 |
| 5     | 13 juillet | Brooklyn         | D 74-85  | Malik Beasley (20) | Malik Beasley (7)    | Monte Morris (5)        | Thomas & Mack Center | 1 - 4 |
| 6     | 14 juillet | Nouvelle-Orléans | V 96-91  | Monte Morris (17)  | Petr Cornelie (11)   | Monte Morris (6)        | Cox Pavilion         | 2 - 4 |

### Pré-saison
| Pré-saison Total: 3-2 (Domicile : 0-1 ; Extérieur : 3-1) |

| Match | Date match   | Équipe         | Score     | Meilleur marqueur   | Meilleur rebondeur   | Meilleur passeur    | Lieux Spectateurs            | Série |
| ----- | ------------ | -------------- | --------- | ------------------- | -------------------- | ------------------- | ---------------------------- | ----- |
| 1     | 30 septembre | @ Golden State | V 108-102 | Paul Millsap (22)   | Paul Millsap (11)    | Will Barton (5)     | Oracle Arena                 | 1 - 0 |
| 2     | 2 octobre    | @ L.A. Lakers  | V 113-107 | Gary Harris (25)    | Juan Hernangómez (6) | Mudiay, Barton (4)  | Staples Center               | 2 - 0 |
| 3     | 4 octobre    | @ L.A. Lakers  | V 128-107 | Kenneth Faried (25) | Mason Plumlee (14)   | Plumlee, Barton (7) | Citizens Business Bank Arena | 3 - 0 |
| 4     | 8 octobre    | @ San Antonio  | D 100-122 | Nikola Jokić (19)   | Jokić, Millsap (7)   | Jameer Nelson (5)   | AT&T Center                  | 3 - 1 |
| 5     | 10 octobre   | Oklahoma City  | D 86-96   | Will Barton (26)    | Nikola Jokić (11)    | Murray, Nelson (4)  | Pepsi Center                 | 3 - 2 |

### Saison régulière
| Saison régulière Total: 47-35 (Domicile : 31-10 ; Extérieur : 16-25) |

| Match | Date match | Équipe      | Score     | Meilleur marqueur    | Meilleur rebondeur   | Meilleur passeur      | Lieux                   | Série |
| ----- | ---------- | ----------- | --------- | -------------------- | -------------------- | --------------------- | ----------------------- | ----- |
| 1     | 18 octobre | @ Utah      | D 96-106  | Will Barton (23)     | Nikola Jokić (12)    | Nikola Jokić (8)      | Vivint Smart Home Arena | 0 - 1 |
| 2     | 21 octobre | Sacramento  | V 96-79   | Faried, Millsap (18) | Wilson Chandler (12) | Nikola Jokić (7)      | Pepsi Center            | 1 - 1 |
| 3     | 23 octobre | Washington  | D 104-109 | Nikola Jokić (29)    | Nikola Jokić (9)     | Harris, Murray (6)    | Pepsi Center            | 1 - 2 |
| 4     | 25 octobre | @ Charlotte | D 93-110  | Harris, Jokić (18)   | Nikola Jokić (11)    | Will Barton (6)       | Spectrum Center         | 1 - 3 |
| 5     | 27 octobre | @ Atlanta   | V 105-100 | Trois joueurs (18)   | Nikola Jokić (15)    | Mason Plumlee (6)     | Philips Arena           | 2 - 3 |
| 6     | 29 octobre | @ Brooklyn  | V 124-111 | Jamal Murray (26)    | Nikola Jokić (14)    | Trois joueurs (5)     | Barclays Center         | 3 - 3 |
| 7     | 30 octobre | @ New York  | D 110-116 | Nikola Jokić (28)    | Paul Millsap (10)    | Chandler, Millsap (4) | Madison Square Garden   | 3 - 4 |

| Match | Date match   | Équipe        | Score     | Meilleur marqueur    | Meilleur rebondeur    | Meilleur passeur    | Lieux                   | Série  |
| ----- | ------------ | ------------- | --------- | -------------------- | --------------------- | ------------------- | ----------------------- | ------ |
| 8     | 1er novembre | Toronto       | V 129-111 | Jamal Murray (24)    | Nikola Jokić (16)     | Nikola Jokić (10)   | Pepsi Center            | 4 - 4  |
| 9     | 3 novembre   | Miami         | V 95-94   | Paul Millsap (27)    | Nikola Jokić (14)     | Paul Millsap (5)    | Pepsi Center            | 5 - 4  |
| 10    | 4 novembre   | Golden State  | D 108-127 | Will Barton (21)     | Will Barton (8)       | Emmanuel Mudiay (7) | Pepsi Center            | 5 - 5  |
| 11    | 7 novembre   | Brooklyn      | V 112-104 | Nikola Jokić (41)    | Nikola Jokić (12)     | Jokić, Harris (5)   | Pepsi Center            | 6 - 5  |
| 12    | 9 novembre   | Oklahoma City | V 102-94  | Emmanuel Mudiay (21) | Nikola Jokić (11)     | Millsap, Mudiay (5) | Pepsi Center            | 7 - 5  |
| 13    | 11 novembre  | Orlando       | V 125-107 | Jamal Murray (32)    | Nikola Jokić (17)     | Nikola Jokić (9)    | Pepsi Center            | 8 - 5  |
| 14    | 13 novembre  | @ Portland    | D 82-99   | Millsap, Murray (18) | Chandler, Jokić (7)   | Wilson Chandler (6) | Moda Center             | 8 - 6  |
| 15    | 17 novembre  | New Orleans   | V 146-114 | Jamal Murray (31)    | Chandler, Jokić (11)  | Paul Millsap (7)    | Pepsi Center            | 9 - 6  |
| 16    | 19 novembre  | @ L.A. Lakers | D 109-127 | Gary Harris (20)     | Trey Lyles (8)        | Emmanuel Mudiay (7) | Staples Center          | 9 - 7  |
| 17    | 20 novembre  | @ Sacramento  | V 114-98  | Will Barton (25)     | Nikola Jokić (14)     | Will Barton (5)     | Golden 1 Center         | 10 - 7 |
| 18    | 22 novembre  | @ Houston     | D 95-125  | Will Barton (20)     | Mason Plumlee (8)     | Cinq joueurs (3)    | Toyota Center           | 10 - 8 |
| 19    | 24 novembre  | Memphis       | V 104-92  | Nikola Jokić (28)    | Nikola Jokić (13)     | Nikola Jokić (8)    | Pepsi Center            | 11 - 8 |
| 20    | 28 novembre  | @ Utah        | D 77-106  | Gary Harris (18)     | Juan Hernangómez (10) | Nikola Jokić (6)    | Vivint Smart Home Arena | 11 - 9 |
| 21    | 30 novembre  | Chicago       | V 111-110 | Will Barton (37)     | Kenneth Faried (13)   | Nikola Jokić (4)    | Pepsi Center            | 12 - 9 |

| Match | Date match  | Équipe           | Score          | Meilleur marqueur   | Meilleur rebondeur     | Meilleur passeur      | Lieux                    | Série   |
| ----- | ----------- | ---------------- | -------------- | ------------------- | ---------------------- | --------------------- | ------------------------ | ------- |
| 22    | 2 décembre  | L.A. Lakers      | V 115-100      | Jamal Murray (28)   | Kenneth Faried (9)     | Plumlee, Harris (6)   | Pepsi Center             | 13 - 9  |
| 23    | 4 décembre  | @ Dallas         | D 105-122      | Will Barton (23)    | Kenneth Faried (11)    | Will Barton (6)       | American Airlines Center | 13 - 10 |
| 24    | 6 décembre  | @ New Orleans    | D 114-123      | Gary Harris (24)    | Trey Lyles (11)        | Trois joueurs (4)     | Smoothie King Center     | 13 - 11 |
| 25    | 8 décembre  | @ Orlando        | V 103-89       | Kenneth Faried (20) | Kenneth Faried (10)    | Mudiay, Barton (5)    | Amway Center             | 14 - 11 |
| 26    | 10 décembre | @ Indiana        | D 116-126 (OT) | Trey Lyles (25)     | Kenneth Faried (11)    | Will Barton (9)       | Bankers Life Fieldhouse  | 14 - 12 |
| 27    | 12 décembre | @ Détroit        | V 103-84       | Jamal Murray (28)   | Mason Plumlee (13)     | Will Barton (10)      | Little Caesars Arena     | 15 - 12 |
| 28    | 13 décembre | @ Boston         | D 118-124      | Gary Harris (36)    | Faried, Murray (10)    | Gary Harris (6)       | TD Garden                | 15 - 13 |
| 29    | 15 décembre | Nouvelle-Orléans | V 117-111 (OT) | Gary Harris (21)    | Nikola Jokić (11)      | Will Barton (6)       | Pepsi Center             | 16 - 13 |
| 30    | 18 décembre | @ Oklahoma City  | D 94-95        | Gary Harris (17)    | Wilson Chandler (10)   | Will Barton (7)       | Chesapeake Energy Arena  | 16 - 14 |
| 31    | 20 décembre | Minnesota        | D 104-112      | Jamal Murray (30)   | Chandler, Plumlee (10) | Chandler, Plumlee (6) | Pepsi Center             | 16 - 15 |
| 32    | 22 décembre | @ Portland       | V 102-85       | Nikola Jokić (27)   | Wilson Chandler (11)   | Nikola Jokić (6)      | Moda Center              | 17 - 15 |
| 33    | 23 décembre | @ Golden State   | V 96-81        | Gary Harris (19)    | Chandler, Jokić (9)    | Will Barton (7)       | Oracle Arena             | 18 - 15 |
| 34    | 26 décembre | Utah             | V 107-83       | Jamal Murray (22)   | Trois joueurs (8)      | Trois joueurs (5)     | Pepsi Center             | 19 - 15 |
| 35    | 27 décembre | @ Minnesota      | D 125-128 (OT) | Will Barton (28)    | Trey Lyles (10)        | Jamal Murray (8)      | Target Center            | 19 - 16 |
| 36    | 30 décembre | Philadelphie     | D 102-107      | Jamal Murray (31)   | Nikola Jokić (13)      | Nikola Jokić (6)      | Pepsi Center             | 19 - 17 |

| Match | Date match | Équipe          | Score     | Meilleur marqueur  | Meilleur rebondeur | Meilleur passeur   | Lieux           | Série   |
| ----- | ---------- | --------------- | --------- | ------------------ | ------------------ | ------------------ | --------------- | ------- |
| 37    | 3 janvier  | Phoenix         | V 134-111 | Gary Harris (36)   | Trey Lyles (11)    | Nikola Jokić (8)   | Pepsi Center    | 20 - 17 |
| 38    | 5 janvier  | Utah            | V 99-91   | Lyles, Murray (26) | Nikola Jokić (10)  | Will Barton (8)    | Pepsi Center    | 21 - 17 |
| 39    | 6 janvier  | @ Sacramento    | D 98-106  | Trey Lyles (19)    | Trey Lyles (9)     | Nikola Jokić (10)  | Golden 1 Center | 21 - 18 |
| 40    | 8 janvier  | @ Golden State  | D 114-124 | Harris, Jokić (22) | Nikola Jokić (12)  | Nikola Jokić (11)  | Oracle Arena    | 21 - 19 |
| 41    | 10 janvier | Atlanta         | D 97-110  | Gary Harris (22)   | Nikola Jokić (12)  | Nikola Jokić (7)   | Pepsi Center    | 21 - 20 |
| 42    | 12 janvier | Memphis         | V 87-78   | Will Barton (17)   | Mason Plumlee (9)  | Quatre joueurs (3) | Pepsi Center    | 22 - 20 |
| 43    | 13 janvier | @ San Antonio   | D 80-112  | Nikola Jokić (23)  | Nikola Jokić (9)   | Nikola Jokić (7)   | AT&T Center     | 22 - 21 |
| 44    | 16 janvier | Dallas          | V 105-102 | Nikola Jokić (29)  | Nikola Jokić (18)  | Nikola Jokić (7)   | Pepsi Center    | 23 - 21 |
| 45    | 17 janvier | @ L.A. Clippers | D 104-109 | Gary Harris (19)   | Mason Plumlee (14) | Will Barton (6)    | Staples Center  | 23 - 22 |
| 46    | 19 janvier | Phoenix         | D 100-108 | Jamal Murray (30)  | Nikola Jokić (17)  | Nikola Jokić (5)   | Pepsi Center    | 23 - 23 |
| 47    | 22 janvier | Portland        | V 104-101 | Jamal Murray (38)  | Nikola Jokić (12)  | Jamal Murray (6)   | Pepsi Center    | 24 - 23 |
| 48    | 25 janvier | New York        | V 130-118 | Gary Harris (23)   | Nikola Jokić (7)   | Nikola Jokić (10)  | Pepsi Center    | 25 - 23 |
| 49    | 27 janvier | Dallas          | V 91-89   | Gary Harris (24)   | Nikola Jokić (16)  | Nikola Jokić (11)  | Pepsi Center    | 26 - 23 |
| 50    | 29 janvier | Boston          | D 110-111 | Nikola Jokić (24)  | Nikola Jokić (11)  | Jamal Murray (8)   | Pepsi Center    | 26 - 24 |
| 51    | 30 janvier | @ San Antonio   | D 104-106 | Jamal Murray (18)  | Jokić, Lyles (7)   | Nikola Jokić (8)   | AT&T Center     | 26 - 25 |

| Match                  | Date match  | Équipe        | Score     | Meilleur marqueur    | Meilleur rebondeur   | Meilleur passeur    | Lieux                      | Série   |
| ---------------------- | ----------- | ------------- | --------- | -------------------- | -------------------- | ------------------- | -------------------------- | ------- |
| 52                     | 1er février | Oklahoma City | V 127-124 | Jamal Murray (33)    | Nikola Jokić (13)    | Nikola Jokić (14)   | Pepsi Center               | 27 - 25 |
| 53                     | 3 février   | Golden State  | V 115-108 | Will Barton (25)     | Trey Lyles (10)      | Nikola Jokić (5)    | Pepsi Center               | 28 - 25 |
| 54                     | 5 février   | Charlotte     | V 121-104 | Gary Harris (27)     | Nikola Jokić (16)    | Will Barton (8)     | Pepsi Center               | 29 - 25 |
| 55                     | 9 février   | @ Houston     | D 104-130 | Trey Lyles (24)      | Jokić, Lyles (7)     | Monte Morris (6)    | Toyota Center              | 29 - 26 |
| 56                     | 10 février  | @ Phoenix     | V 123-113 | Wilson Chandler (26) | Nikola Jokić (9)     | Nikola Jokić (8)    | Talking Stick Resort Arena | 30 - 26 |
| 57                     | 13 février  | San Antonio   | V 117-109 | Nikola Jokić (23)    | Nikola Jokić (13)    | Nikola Jokić (11)   | Pepsi Center               | 31 - 26 |
| 58                     | 15 février  | @ Milwaukee   | V 134-123 | Nikola Jokić (30)    | Nikola Jokić (15)    | Nikola Jokić (17)   | BMO Harris Bradley Center  | 32 - 26 |
| NBA All-Star Game 2018 |             |               |           |                      |                      |                     |                            |         |
| 59                     | 23 février  | San Antonio   | V 122-119 | Nikola Jokić (28)    | Wilson Chandler (16) | Nikola Jokić (11)   | Pepsi Center               | 33 - 26 |
| 60                     | 25 février  | Houston       | D 114-119 | Will Barton (25)     | Nikola Jokić (14)    | Nikola Jokić (8)    | Pepsi Center               | 33 - 27 |
| 61                     | 27 février  | L.A. Clippers | D 120-122 | Gary Harris (23)     | Mason Plumlee (9)    | Wilson Chandler (6) | Pepsi Center               | 33 - 28 |

| Match | Date match | Équipe          | Score           | Meilleur marqueur    | Meilleur rebondeur   | Meilleur passeur    | Lieux                    | Série   |
| ----- | ---------- | --------------- | --------------- | -------------------- | -------------------- | ------------------- | ------------------------ | ------- |
| 62    | 2 mars     | @ Memphis       | V 108-102       | Gary Harris (26)     | Nikola Jokić (9)     | Nikola Jokić (5)    | FedExForum               | 34 - 28 |
| 63    | 3 mars     | @ Cleveland     | V 126-117       | Gary Harris (32)     | Will Barton (8)      | Nikola Jokić (8)    | Quicken Loans Arena      | 35 - 28 |
| 64    | 6 mars     | @ Dallas        | D 107-118       | Wilson Chandler (21) | Nikola Jokić (9)     | Will Barton (7)     | American Airlines Center | 35 - 29 |
| 65    | 7 mars     | Cleveland       | D 108-113       | Nikola Jokić (36)    | Nikola Jokić (13)    | Nikola Jokić (6)    | Pepsi Center             | 35 - 30 |
| 66    | 9 mars     | L.A. Lakers     | V 125-116       | Jamal Murray (22)    | Jokić, Millsap (6)   | Jamal Murray (8)    | Pepsi Center             | 36 - 30 |
| 67    | 11 mars    | Sacramento      | V 130-104       | Gary Harris (21)     | Nikola Jokić (11)    | Nikola Jokić (10)   | Pepsi Center             | 37 - 30 |
| 68    | 13 mars    | @ L.A. Lakers   | D 103-112       | Wilson Chandler (26) | Wilson Chandler (10) | Jokić, Plumlee (5)  | Staples Center           | 37 - 31 |
| 69    | 15 mars    | Détroit         | V 120-113       | Jamal Murray (26)    | Nikola Jokić (12)    | Nikola Jokić (10)   | Pepsi Center             | 38 - 31 |
| 70    | 17 mars    | @ Memphis       | D 94-101        | Nikola Jokić (17)    | Nikola Jokić (12)    | Murray, Plumlee (3) | FedExForum               | 38 - 32 |
| 71    | 19 mars    | @ Miami         | D 141-149 (2OT) | Nikola Jokić (34)    | Nikola Jokić (15)    | Devin Harris (9)    | American Airlines Arena  | 38 - 33 |
| 72    | 21 mars    | @ Chicago       | V 135-102       | Paul Millsap (22)    | Paul Millsap (8)     | Jamal Murray (7)    | United Center            | 39 - 33 |
| 73    | 23 mars    | @ Washington    | V 108-100       | Jamal Murray (25)    | Nikola Jokić (8)     | Jokić, Millsap (5)  | Capital One Arena        | 40 - 33 |
| 74    | 26 mars    | @ Philadelphie  | D 104-123       | Will Barton (25)     | Paul Millsap (9)     | Wilson Chandler (7) | Wells Fargo Center       | 40 - 34 |
| 75    | 27 mars    | @ Toronto       | D 110-114       | Nikola Jokić (29)    | Nikola Jokić (16)    | Nikola Jokić (8)    | Centre Air Canada        | 40 - 35 |
| 76    | 30 mars    | @ Oklahoma City | V 126-125 (OT)  | Paul Millsap (36)    | Nikola Jokić (16)    | Nikola Jokić (6)    | Chesapeake Energy Arena  | 41 - 35 |

| Match | Date match | Équipe          | Score          | Meilleur marqueur | Meilleur rebondeur  | Meilleur passeur  | Lieux          | Série   |
| ----- | ---------- | --------------- | -------------- | ----------------- | ------------------- | ----------------- | -------------- | ------- |
| 77    | 1er avril  | Milwaukee       | V 128-125 (OT) | Nikola Jokić (35) | Jokić, Millsap (13) | Jamal Murray (7)  | Pepsi Center   | 42 - 35 |
| 78    | 3 avril    | Indiana         | V 107-104      | Nikola Jokić (30) | Will Barton (10)    | Jokić, Murray (7) | Pepsi Center   | 43 - 35 |
| 79    | 5 avril    | Minnesota       | V 100-96       | Jamal Murray (22) | Nikola Jokić (14)   | Nikola Jokić (9)  | Pepsi Center   | 44 - 35 |
| 80    | 7 avril    | @ L.A. Clippers | V 134-115      | Will Barton (31)  | Nikola Jokić (11)   | Nikola Jokić (11) | Staples Center | 45 - 35 |
| 81    | 9 avril    | Portland        | V 88-82        | Will Barton (22)  | Nikola Jokić (20)   | Nikola Jokić (11) | Pepsi Center   | 46 - 35 |
| 82    | 11 avril   | @ Minnesota     | D 106-112 (OT) | Nikola Jokić (35) | Nikola Jokić (10)   | Jamal Murray (6)  | Target Center  | 46 - 36 |

### Confrontations en saison régulière
| Conférence Est      | Conférence Est                               | Conférence Est                               | Conférence Ouest                             | Conférence Ouest                             | Conférence Ouest                             | Conférence Ouest                             | Conférence Ouest                             |
| Division Atlantique | Division Atlantique                          | Division Atlantique                          | Division Nord-Ouest                          | Division Nord-Ouest                          | Division Nord-Ouest                          | Division Nord-Ouest                          | Division Nord-Ouest                          |
| Équipe              | Domicile                                     | Extérieur                                    | Équipe                                       | Domicile                                     | Domicile                                     | Extérieur                                    | Extérieur                                    |
| ------------------- | -------------------------------------------- | -------------------------------------------- | -------------------------------------------- | -------------------------------------------- | -------------------------------------------- | -------------------------------------------- | -------------------------------------------- |
| Boston              | 110-111                                      | 118-124                                      |                                              |                                              |                                              |                                              |                                              |
| Brooklyn            | 112-104                                      | 124-111                                      | Minnesota                                    | 104-112                                      | 100-96                                       | 125-128 (OT)                                 | 106-112 (OT)                                 |
| New York            | 130-118                                      | 110-116                                      | Oklahoma City                                | 102-94                                       | 127-124                                      | 94-95                                        | 126-125 (OT)                                 |
| Philadelphie        | 102-107                                      | 104-123                                      | Portland                                     | 104-101                                      | 88-82                                        | 82-99                                        | 102-85                                       |
| Toronto             | 129-111                                      | 110-114                                      | Utah                                         | 107-83                                       | 99-91                                        | 96-106                                       | 77-106                                       |
|                     | 3–2                                          | 1–4                                          |                                              | 7–1                                          | 7–1                                          | 2–6                                          | 2–6                                          |
| Division            | 4–6                                          | 4–6                                          | Division                                     | 9–7                                          | 9–7                                          | 9–7                                          | 9–7                                          |
| Division Atlantique | Division Atlantique                          | Division Atlantique                          | Division Nord-Ouest                          | Division Nord-Ouest                          | Division Nord-Ouest                          | Division Nord-Ouest                          | Division Nord-Ouest                          |
| Équipe              | Domicile                                     | Extérieur                                    | Équipe                                       | Domicile                                     | Domicile                                     | Extérieur                                    | Extérieur                                    |
| Chicago             | 111-110                                      | 135-102                                      | Golden State                                 | 108-127                                      | 115-108                                      | 96-81                                        | 114-124                                      |
| Cleveland           | 108-113                                      | 126-117                                      | L.A. Clippers                                | 120-122                                      |                                              | 104-109                                      | 134-115                                      |
| Detroit             | 120-113                                      | 103-84                                       | L.A. Lakers                                  | 115-100                                      | 125-116                                      | 109-127                                      | 103-112                                      |
| Indiana             | 107-104                                      | 116-126 (OT)                                 | Phoenix                                      | 134-111                                      | 100-108                                      | 123-113                                      |                                              |
| Milwaukee           | 128-125 (OT)                                 | 134-123                                      | Sacramento                                   | 96-79                                        | 130-104                                      | 114-98                                       | 98-106                                       |
|                     | 4-1                                          | 4-1                                          |                                              | 6-3                                          | 6-3                                          | 4–5                                          | 4–5                                          |
| Division            | 8-2                                          | 8-2                                          | Division                                     | 10-8                                         | 10-8                                         | 10-8                                         | 10-8                                         |
| Division Atlantique | Division Atlantique                          | Division Atlantique                          | Division Nord-Ouest                          | Division Nord-Ouest                          | Division Nord-Ouest                          | Division Nord-Ouest                          | Division Nord-Ouest                          |
| Équipe              | Domicile                                     | Extérieur                                    | Équipe                                       | Domicile                                     | Domicile                                     | Extérieur                                    | Extérieur                                    |
| Atlanta             | 97-110                                       | 105-100                                      | Dallas                                       | 105-102                                      | 91-89                                        | 105-122                                      | 107-118                                      |
| Charlotte           | 121-104                                      | 93-110                                       | Houston                                      | 114-119                                      |                                              | 95-125                                       | 104-130                                      |
| Miami               | 95-94                                        | 141-149 (2OT)                                | Memphis                                      | 104-92                                       | 87-78                                        | 108-102                                      | 94-101                                       |
| Orlando             | 125-107                                      | 103-89                                       | New Orleans                                  | 146-114                                      | 117-111 (OT)                                 | 114-123                                      |                                              |
| Washington          | 104-109                                      | 108-100                                      | San Antonio                                  | 117-109                                      | 122-119                                      | 80-112                                       | 104-106                                      |
|                     | 3–2                                          | 3–2                                          |                                              | 8–1                                          | 8–1                                          | 1–8                                          | 1–8                                          |
| Division            | 6-4                                          | 6-4                                          | Division                                     | 9–9                                          | 9–9                                          | 9–9                                          | 9–9                                          |
| Conférence          | 18–12 (Domicile : 10–5 ; Extérieur : 8–7)    | 18–12 (Domicile : 10–5 ; Extérieur : 8–7)    | Conférence                                   | 28–24 (Domicile : 21–5 ; Extérieur : 7–19)   | 28–24 (Domicile : 21–5 ; Extérieur : 7–19)   | 28–24 (Domicile : 21–5 ; Extérieur : 7–19)   | 28–24 (Domicile : 21–5 ; Extérieur : 7–19)   |
| Total               | 46–36 (Domicile : 31–10 ; Extérieur : 15–26) | 46–36 (Domicile : 31–10 ; Extérieur : 15–26) | 46–36 (Domicile : 31–10 ; Extérieur : 15–26) | 46–36 (Domicile : 31–10 ; Extérieur : 15–26) | 46–36 (Domicile : 31–10 ; Extérieur : 15–26) | 46–36 (Domicile : 31–10 ; Extérieur : 15–26) | 46–36 (Domicile : 31–10 ; Extérieur : 15–26) |

## Effectif
| Nuggets de Denver Effectif en fin de saison régulière |    |                        |                   |                |
| Entraîneur : Michael Malone                           |    |                        |                   |                |
| Ailier fort                                           | 00 | Drapeau des États-Unis | Darrell Arthur    | Kansas         |
| Arrière                                               | 5  | Drapeau des États-Unis | Will Barton       | Memphis        |
| Arrière                                               | 25 | Drapeau des États-Unis | Malik Beasley     | Florida State  |
| Ailier, Arrière                                       | 21 | Drapeau des États-Unis | Wilson Chandler   | DePaul         |
| Ailier, Arrière                                       | 3  | Drapeau des États-Unis | Torrey Craig (TW) | Upstate        |
| Ailier fort                                           | 35 | Drapeau des États-Unis | Kenneth Faried    | Morehead State |
| Meneur                                                | 34 | Drapeau des États-Unis | Devin Harris      | Wisconsin      |
| Arrière                                               | 14 | Drapeau des États-Unis | Gary Harris       | Michigan       |
| Ailier fort                                           | 41 | Drapeau de l'Espagne   | Juan Hernangómez  | Espagne        |
| Ailier                                                | 22 | Drapeau des États-Unis | Richard Jefferson | Arizona        |
| Ailier fort, Pivot                                    | 15 | Drapeau de la Serbie   | Nikola Jokić (C)  | Serbie         |
| Ailier                                                | 20 | Drapeau des États-Unis | Tyler Lydon       | Syracuse       |
| Ailier fort                                           | 7  | Drapeau des États-Unis | Trey Lyles        | Kentucky       |
| Ailier fort                                           | 4  | Drapeau des États-Unis | Paul Millsap      | Louisiana Tech |
| Meneur                                                | 11 | Drapeau des États-Unis | Monte Morris (TW) | Iowa State     |
| Arrière, Meneur                                       | 27 | Drapeau du Canada      | Jamal Murray      | Kentucky       |
| Pivot                                                 | 24 | Drapeau des États-Unis | Mason Plumlee     | Duke           |
| (C) - Capitaine, (TW) - Two-way contract, - Blessé    |    |                        |                   |                |

## Transactions

### Échanges
| 22 juin 2017   | A Nuggets de DenverTrey Lyles Droits sur le 24e choix de la Draft 2017 de la NBA : Tyler Lydon                              | A Jazz de l'UtahDroits sur le 13e choix de la Draft 2017 de la NBA : Donovan Mitchell                       |
| 6 juillet 2017 | A Nuggets de DenverSecond tour de draft 2019 (d'Atlanta)                                                                    | A Clippers de Los AngelesDanilo Gallinari (sign-and-trade, de Denver)                                       |
| 6 juillet 2017 | A Hawks d'AtlantaJamal Crawford (de Los Angeles) Diamond Stone (de Los Angeles) Premier tour de draft 2018 (de Los Angeles) | |
| 8 février 2018 | A Nuggets de DenverDevin Harris (de Dallas) Second tour de draft 2018 (de Portland via Denver)                              | A Mavericks de DallasDoug McDermott (de New York) Second tour de draft 2018 (de L.A. Clippers via New York) |
| 8 février 2018 | A Knicks de New YorkEmmanuel Mudiay (de Denver)                                                                             | |

### Joueurs qui re-signent
| Date       | Joueur        | Contrat                                                                         |
| ---------- | ------------- | ------------------------------------------------------------------------------- |
| 20/09/2017 | Mason Plumlee | Contrat de 41 000 000 $ sur 3 ans.                                              |
| 12/10/2017 | Gary Harris   | Extension de contrat de 84 000 000 $ sur 4 ans à partir de la saison 2018-2019. |

### Options dans les contrats
| Joueur           | Option                                                                             |
| ---------------- | ---------------------------------------------------------------------------------- |
| Malik Beasley    | Denver exerce son option d'équipe de 2 730 000 $ pour la saison 2019-2020.         |
| Juan Hernangómez | Denver exerce son option d'équipe de 2 170 000 $ pour la saison 2018-2019.         |
| Trey Lyles       | Denver exerce son option d'équipe de 3 360 000 $ pour la saison 2018-2019.         |
| Jamal Murray     | Denver exerce son option d'équipe de 3 500 000 $ pour la saison 2018-2019.         |
| Emmanuel Mudiay  | Denver exerce son option d'équipe de 4 290 000 $ pour la saison 2018-2019.         |
| Malik Beasley    | Denver exerce son option d'équipe de 1 770 000 $ pour la saison 2018-2019.         |
| Darrell Arthur   | Darrell Arthur exerce son option joueur de 7 464 912 $ pour la saison 2018-2019.   |
| Wilson Chandler  | Wilson Chandler exerce son option joueur de 12 800 562 $ pour la saison 2018-2019. |
| Nikola Jokić     | Denver décline son option d'équipe de 1 600 520 $ pour la saison 2018-2019.        |

### Arrivés
| Date       | Joueur            | Contrat                           | Provenance                      |
| ---------- | ----------------- | --------------------------------- | ------------------------------- |
| 06/07/2017 | Tyler Lydon       | Contrat de 3 450 000 $ sur 2 ans  | Orange de Syracuse (NCAA)       |
| 13/07/2017 | Paul Millsap      | Contrat de 61 000 000 $ sur 2 ans | Hawks d'Atlanta                 |
| 20/09/2017 | Josh Childress    | Contrat de 2 100 000 $ sur 1 an   | Hamamatsu Higashimikawa Phoenix |
| 19/10/2017 | Richard Jefferson | Contrat de 2 300 000 $ sur 1 an   | Hawks d'Atlanta                 |

#### Two-way contract
| Date       | Joueur       | Provenance                   |
| ---------- | ------------ | ---------------------------- |
| 19/07/2017 | Torrey Craig | Gold Coast Rollers           |
| 21/07/2017 | Monte Morris | Cyclones d'Iowa State (NCAA) |

### Départs
| Date       | Joueur        | Raison départ | Nouvelle équipe ¹               |
| ---------- | ------------- | ------------- | ------------------------------- |
| 01/07/2017 | Roy Hibbert   | Agent libre   |                                 |
| 11/07/2017 | Mike Miller   | Coupé         |                                 |
| 18/10/2017 | Jameer Nelson | Coupé         | Pelicans de La Nouvelle-Orléans |

¹ Il s'agit de l’équipe pour laquelle le joueur a signé après son départ, il a pu entre-temps changer d'équipe ou encore de pays.

#### Non retenu après les camps entraînements
| Date       | Joueur         | Nouvelle équipe |
| ---------- | -------------- | --------------- |
| 12/10/2017 | Josh Childress | Adelaide 36ers  |

### Joueurs "agents libres" à la fin de la saison
| Joueur            | Fin de saison         |
| ----------------- | --------------------- |
| Will Barton       | Agent libre           |
| Devin Harris      | Agent libre           |
| Richard Jefferson | Agent libre           |
| Nikola Jokić      | Agent libre restreint |